# Smith & Wesson Model 39
Smith & Wesson Model 39 — самозарядный пистолет, разработанный для американских войск. После всех испытаний Армия США не приняла этот пистолет, и он вышел на гражданский рынок как первый самозарядный пистолет первого поколения Smith & Wesson.

## Описание
Модель Smith & Wesson 39 представляла первый американский самозарядный пистолет с УСМ двойного действия (double action), продаваемый в США. Немецкий военный пистолет Walther P38 произвел впечатление на американских военных во время Второй мировой войны. Представители армии США внесли предложение о производстве американского эквивалента P38. В 1949 году Смит и Вессон начали разработку полуавтоматической модели 39 DA калибра 9 × 19 мм Luger. Smith & Wesson начали продавать модель 39 в 1955 году. Данная модель считается пистолетом первого поколения, в дальнейшем фирма постоянно развивала дизайн своих пистолетов до второго и третьего поколения, которые сейчас находятся на рынке. Модели первого поколения используют двузначный номер модели, второе поколение использует 3 цифры, а модели третьего поколения используют 4 цифры.
Модель 39 изначально имела в конструкции рамку из анодированного алюминия, изогнутую спинку рукоятки и ствол из углеродистой стали. С левой стороны в задней части затвора имелся флажок механического предохранителя, который при включении запирает ударник и спускает курок без выстрела . Рукоятка включала в себя стальную рамку с двумя щечками из орехового дерева, отъемный однорядный магазин емкостью 8 патронов, и фиксирующую защелку магазина, расположенную с левой стороны позади спусковой скобы, аналогично пистолету Кольт M1911A1.

## Созданные на основе модели
- Smith & Wesson Model 42
- Smith & Wesson Model 52
- Smith & Wesson Model 59
- Smith & Wesson Model 459

## Страны-эксплуатанты
- США
  - гражданское оружие
  - Командование специальных операций ВМС США (модификация Mk 22 Mod 0 с магазином на 14 патронов, использовались во Вьетнамской войне)
  - используется в нескольких полицейских департаментах США (сначала небольшое количество пистолетов в качестве личного оружия купили отдельные полицейские из различных департаментов, в 1967 году ими была вооружена полиция штата Иллинойс, а позднее - сотрудники городского полицейского департамента Солт-Лейк-Сити)[3]
- Япония (использовали Специальные штурмовые команды в полицейских службах префектур Японии)[уточнить]